# Sonate pour piano no 5 de Mozart
Pour les articles homonymes, voir Sonate pour piano (homonymie).
La Sonate pour piano no 5 en sol majeur, KV 283 (189h) de Wolfgang Amadeus Mozart est une sonate pour piano avec trois mouvements. Elle a été composée pendant le voyage à Munich à l'occasion de la production de l'opéra La finta giardiniera entre la fin 1774 et mars de l'année suivante, alors que Mozart avait 18 ans, et est le cinquième d'un cycle de six sonates de difficulté croissante, entrepris pendant ce voyage.
Le manuscrit se trouve à la Bibliothèque Jagellonne. La sonate a été publiée en 1799 par Breitkopf & Härtel.

## Analyse
La sonate se compose de trois mouvements:
- Allegro, en sol majeur, à 
, 120 mesures, deux sections répétées deux fois (première section : mesures 1 à 53 et seconde section : mesures 54 à 120) - partition
- Andante, en do majeur, à , 39 mesures, deux sections répétées deux fois (première section : mesures 1 à 14 et seconde section : mesures 15 à 39) - partition
- Presto, en sol majeur, à 
, 277 mesures, deux sections répétées deux fois (première section : mesures 1 à 102 et seconde section : mesures 103 à 275) + deux mesures de coda - partition

La durée de l'interprétation est d'environ 18 minutes.
Introduction de l'Allegro
Introduction de l'Andante
Introduction du Presto